# Phytomyza flavofemoralis
Phytomyza flavofemoralis är en tvåvingeart som beskrevs av Mitsuhiro Sasakawa 1955. Phytomyza flavofemoralis ingår i släktet Phytomyza och familjen minerarflugor. Inga underarter finns listade i Catalogue of Life.